# B-sarja 1930
Die B-sarja 1930 war die erste Spielzeit auf zweithöchster Ebene im finnischen Fußball. Sie galt als Qualifikationsrunde für die Mestaruussarja 1931 und wurde im Pokalmodus ausgetragen.

## Teilnehmer
| Verein         | Stadt    |
| -------------- | -------- |
| HJK Helsinki   | Helsinki |
| TaPa Tampere   | Tampere  |
| Kuopion PS     | Kuopio   |
| Viipurin Sudet | Wyborg   |
| Ekenäs IF      | Ekenäs   |
| Kotkan PS      | Kotka    |
| Vasa IFK       | Vaasa    |

## 1. Runde
|              | Ergebnis |           |
| ------------ | -------- | --------- |
| HJK Helsinki | 4:1      | Ekenäs IF |
| Kuopion PS   | 8:1      | Kotkan PS |
| TaPa Tampere | 0:0      | Vasa IFK  |
| TaPa Tampere | 4:2      | Vasa IFK  |

- Freilos: Viipurin Sudet

## Halbfinale
|              | Ergebnis |                |
| ------------ | -------- | -------------- |
| HJK Helsinki | 4:0      | TaPa Tampere   |
| Kuopion PS   | 1:3      | Viipurin Sudet |

## Finale
Die beiden Finalisten stiegen in die Mestaruussarja 1931 auf.
|                | Ergebnis |              |
| -------------- | -------- | ------------ |
| Viipurin Sudet | 4:2      | HJK Helsinki |